# Wijken en buurten in Nuenen, Gerwen en Nederwetten
De Nederlandse gemeente Nuenen, Gerwen en Nederwetten is voor statistische doeleinden onderverdeeld in wijken en buurten. De gemeente is verdeeld in de volgende statistische wijken:
- Wijk 00 Nuenen (CBS-wijkcode:082000)
- Wijk 01 Gerwen (CBS-wijkcode:082001)
- Wijk 02 Nederwetten (CBS-wijkcode:082002)

Een statistische wijk kan bestaan uit meerdere buurten. Onderstaande tabel geeft de buurtindeling met kentallen volgens het Centraal Bureau voor de Statistiek (2008):
| CBS-buurtcode | Buurtnaam                                   | Inwonertal | Opp. totaal (ha) | Opp. land (ha) | Ligging                |
| ------------- | ------------------------------------------- | ---------- | ---------------- | -------------- | ---------------------- |
| BU08200000    | Nuenen-Noord                                | 4750       | 254              | 254            | Locatie in de gemeente |
| BU08200001    | Nuenen-Zuid                                 | 7450       | 200              | 200            | Locatie in de gemeente |
| BU08200002    | Nuenen-Oost                                 | 6440       | 170              | 170            | Locatie in de gemeente |
| BU08200003    | Eeneind                                     | 690        | 469              | 455            | Locatie in de gemeente |
| BU08200008    | Verspreide huizen Boord, Opwetten           | 290        | 293              | 291            | Locatie in de gemeente |
| BU08200009    | Verspreide huizen ten zuidoosten van Nuenen | 90         | 462              | 462            | Locatie in de gemeente |
| BU08200100    | Gerwen                                      | 1800       | 319              | 319            | Locatie in de gemeente |
| BU08200109    | Verspreide huizen Gerwen                    | 360        | 703              | 700            | Locatie in de gemeente |
| BU08200200    | Nederwetten                                 | 600        | 99               | 99             | Locatie in de gemeente |
| BU08200209    | Verspreide huizen Nederwetten               | 140        | 442              | 439            | Locatie in de gemeente |